# 守屋和郎

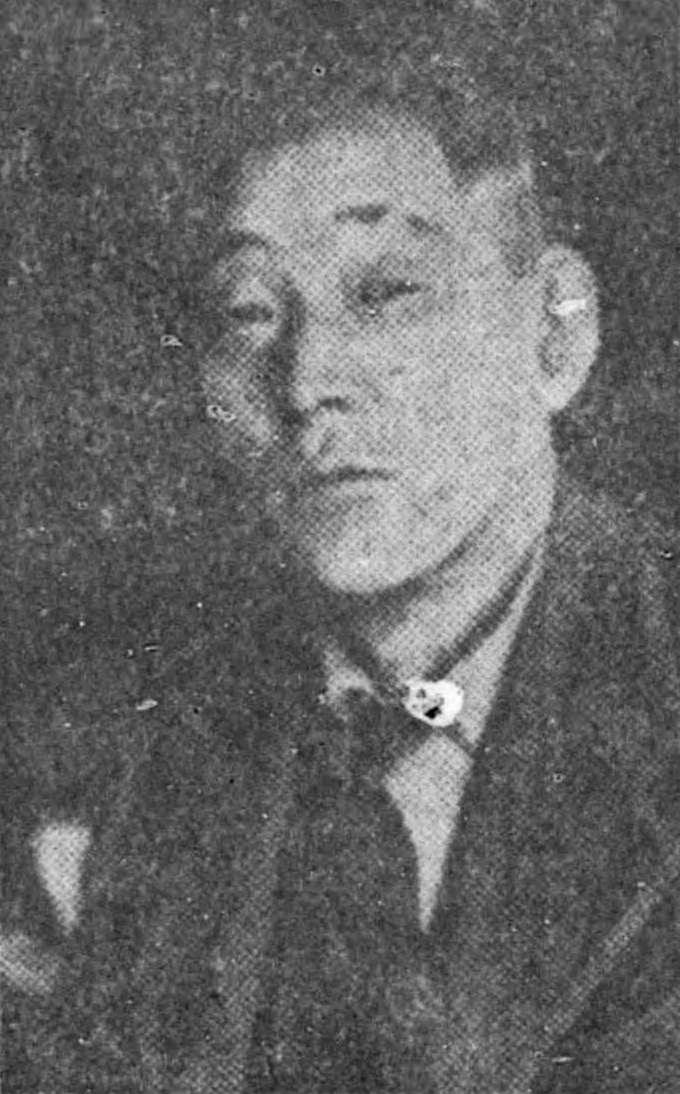
守屋和郎, 1947年。

守屋 和郎（もりや わろう、明治26年（1893年）11月29日 - 昭和52年（1977年））は、日本の外交官。元駐アフガニスタン公使。
元衆議院議員、元宮城県塩竈市長守屋栄夫の弟。元防衛事務次官守屋武昌の叔父。

## 経歴
宮城県遠田郡富永村（のち古川市、現大崎市）出身。守屋徳郎の三男。旧制古川中学（現宮城県古川高等学校）卒業。旧制二高を経て、大正6年（1917年）東京帝大法科を卒業し逓信省に勤務の後関東庁参事官に転じ次いで外務省事務官となる。
英国在勤大使館二等書記官同一等書記官。中華民国在勤公使館一等書記官福州総領事大使館一等書記官大使館参事官満州国在勤を歴任し昭和13年（1938年）特命全権公使に任じアフガニスタン国駐箚被仰付昭和15年（1940年）退官す。昭和19年（1944年）台湾総督府外事部長。
満州国参事官。→終戦時、当時の中国中央政府首席蔣介石総統と特命全権日本代表として敗戦処理について交渉。

## 人物像
政治学者吉野作造と交流があった。戦後、吉野と親しい友人や弟子たちが組織した「吉野博士記念会」に和郎は名を連ねている。
趣味は読書、打球、囲碁。宗教は神道。住所は東京市小石川区大塚仲町。

## 家族・親族

### 守屋家
（宮城県遠田郡富永村（のち古川市、現大崎市）、塩竈市、東京都）
- 妻・かつ（宮城県仙台市長、渋谷徳三郎三女[4]）

明治28年（1895年）11月生 - 没
- 男・経郎[4]

大正9年（1920年）7月生 - 没

## 栄典
- 1920年（大正9年）4月20日 - 正七位[6]
- 1925年（大正14年）7月15日 - 正六位[7]
- 1929年（昭和4年）5月2日 - 従五位[8]
- 1934年（昭和9年）
  - 4月5日 - 勲五等瑞宝章[9]
  - 5月15日 - 正五位[10]
- 1938年（昭和13年）7月6日 - 勲三等瑞宝章[11]
- 1939年（昭和14年）4月15日 - 従四位[12]
- 1940年（昭和15年）8月15日 - 紀元二千六百年祝典記念章[13]

## 著書
- 『アフガニスタン』（守屋和郎著、岡倉書房、1941.11、新東亞風土記叢書 6）[14]
- 『滿洲國に於ける現下の諸問題』（守屋和郎述、日本外交協會、1937.2）[14]